# Waveboard

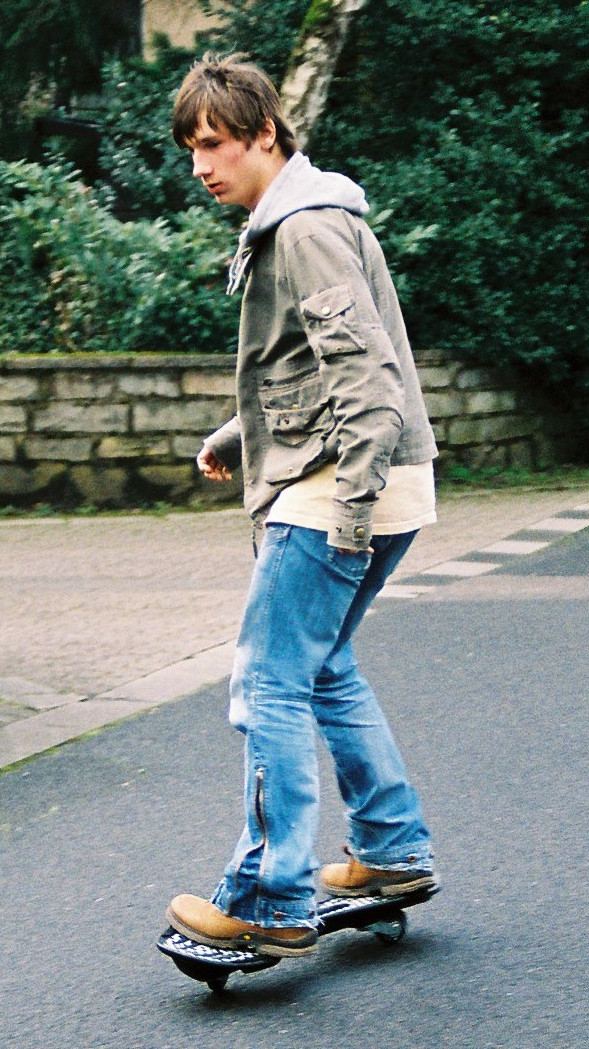
Postura nell'uso di un waveboard

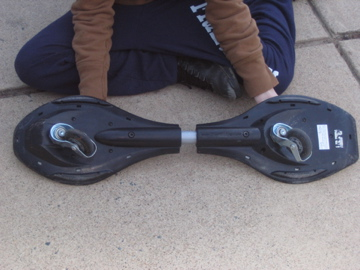
Parte inferiore della tavola

Lo waveboard o anche noto come caster board è un veicolo a propulsione umana a due ruote, strettamente legato allo skateboard e allo snakeboard, in cui due strette piattaforme note come "ponti" sono unite da una barra di torsione generalmente in gomma che alloggia una molla. Una ruota in poliuretano è collegata a ciascuna piattaforma con un perno rotante in modo tale che ogni ruota può guidare in modo indipendente, e ciascuna ruota ha un asse di sterzo che è inclinato di circa 30° dalla verticale posteriore (il termine inglese caster si riferisce appunto alle piccole ruote snodate).

## Movimento
Per via della sua particolare geometria costruttiva, l'uso del waveboard è più simile allo snowboard e al surf che allo skateboard. La posizione è perpendicolare alla tavola e i piedi non hanno bisogno di lasciarla per spingerlo. Durante la guida, si può anche inclinarsi avanti e indietro (vedi la sezione per la guida). Inizialmente, si mette il piede anteriore (a seconda delle preferenze) sulla parte anteriore della tavola, che è generalmente unidirezionale. Una volta sulla tavola, le capacità di movimento indipendenti della parte anteriore e posteriore della tavola permettono di ruotare lungo l'asse longitudinale. In questo modo il pilota svolta o addirittura spinge la tavola in avanti senza rimuovere i suoi piedi dalla tavola.
Il movimento richiede che la tavola sia intrecciata sia avanti che indietro in modo da spostare appena il solo piede posteriore o entrambi i piedi sul fianco, essenzialmente spingendo la tavola in avanti al di fuori del movimento, prima che il piede viene riportato verso l'altra direzione. In linea di principio, l'atto è simile a quello che è necessario per spingere chi sta andando in avanti con i pattini in linea, al contrario di come gli skater spingono con il piede per terra. Guidare una tavola waveboard richiede l'utilizzo di un movimento rotatorio dei fianchi e delle gambe.
Un conduttore di casterboard guadagna velocità perché ciascuna ruota è montata con una pendenza di 30° nella parte inferiore di ciascuna piattaforma. Quando ogni piattaforma viene spinta di lato, provoca alla tavola una spinta verso l'alto dalla rotazione delle ruote contro il gradiente dei supporti. Questo crea dell'energia potenziale che viene poi rilasciata spostando indietro il peso del conduttore. Il peso, spingendo il pannello posteriore verso il basso, fa sì che le ruote si girino in modo tale da poter essere nuovamente dritte. Durante la guida su di un casterboard, l'aumento in altezza è appena percettibile a meno che il conduttore giri la tavola lungo l'asse verticale troppo duramente, causando una momentanea instabilità. Esistono molti tipi di casterboard: RipStik, The Wave, LA Vigorboard, Swaveboard, AXIS Casterboarding e altri ancora.
L'effetto dell'energia potenziale sulla propulsione in avanti è discutibile o almeno trascurabile. Come per lo snakeborad, la propulsione in avanti è dovuta soprattutto legge di conservazione del momento angolare dell'intero sistema rispetto all'asse verticale; se le due piattaforme sono inclinate in modo da far girare il waveboard a destra e il conduttore ruota energicamente il busto a sinistra, per effetto della reazione vincolare delle ruote e della conservazione del momento angolare di tutto il sistema, il centro di massa avanza in avanti. Le continue rotazioni a destra e sinistra del torso del conduttore sincronizzate alla variazione della curvature delle ruote a destra e sinistra rende possibile vincere le forze di attrito contrarie all'avanzamento. Un maggiore effetto di propulsione in avanti si ottiene aumentando il momento d'inerzia rispetto all'asse verticale e quindi tenendo allargate e distese le braccia durante il moto.
I casterboard sono stati introdotti in molti programmi scolastici come un mezzo per insegnare i principi del movimento di base che governano queste tipologie di sport con una tavola. Il successo nella sua capacità di interagire con gli alunni anche non interessati allo sport è stata valutata per un periodo di dodici settimane, in sei scuole secondarie in Gran Bretagna.

## Posizione dei piedi

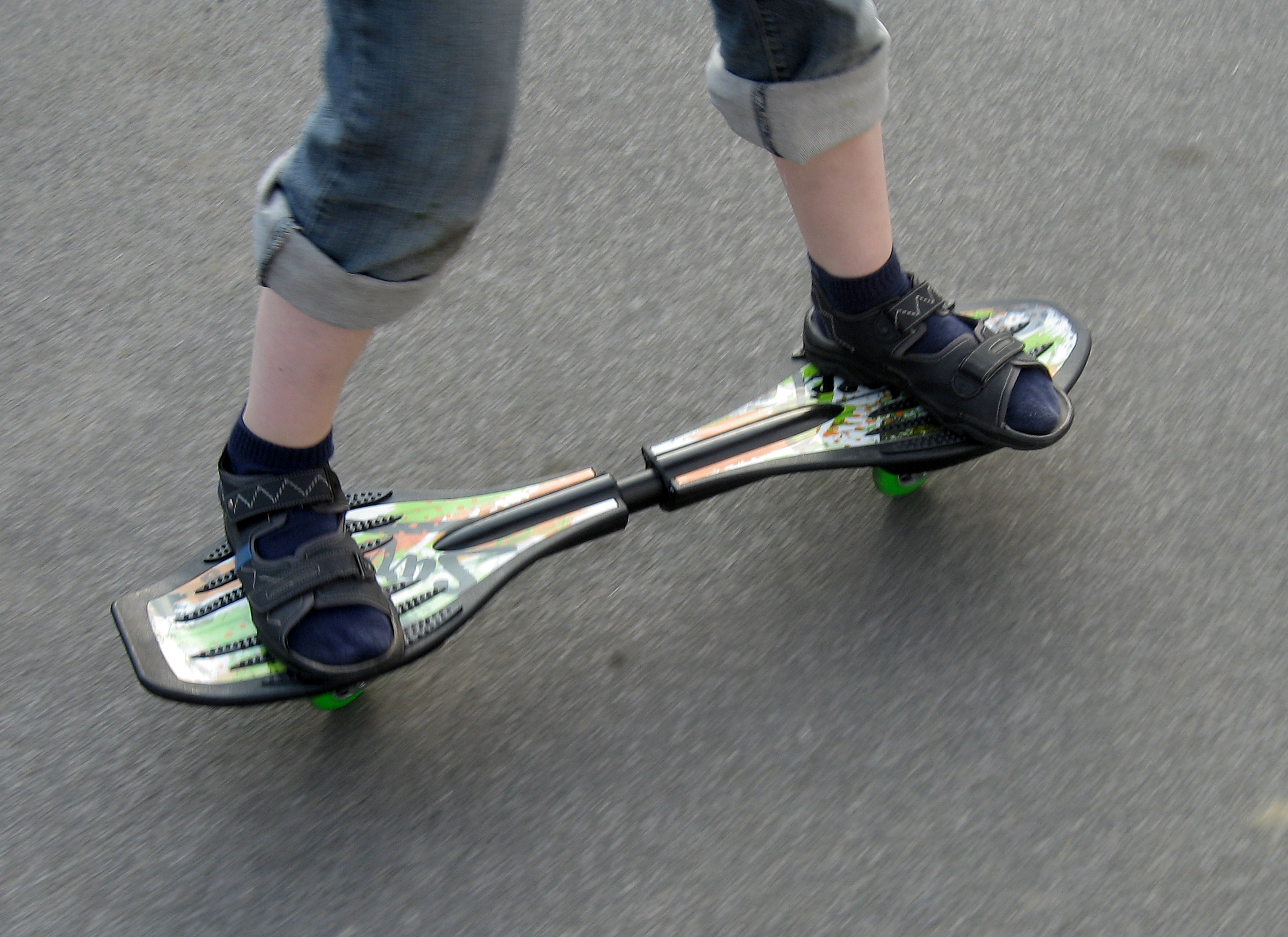
Posizione dei piedi sul waveboard

La posizione dei piedi è fondamentale su un waveboard poiché ogni ruota in uso si trova sotto ogni piede. Per iniziare con un corretto posizionamento del piede, è necessario disporre il piede anteriore sopra il centro della piattaforma che alloggia la ruota anteriore e consentire al piede posteriore di dare una buona spinta che permetterà alla tavola di mantenere l'equilibrio per un certo periodo di tempo. Il tentativo di mettere il piede posteriore troppo presto renderà ancora più difficoltoso il suo posizionamento ottimale, quindi è meglio concedere a quel piede un tempo di due secondi per la sua corretta posizione sulla tavola. I conduttori più esperti saranno in grado di collocare i loro piedi posteriori più rapidamente. Una posizione da manuale viene eseguita mettendo il piede di dietro sulla parte posteriore della piattaforma, senza farla venire fuori ed in seguito sollevare delicatamente il piede anteriore.
Se l'utente è già alla guida della tavola e riconosce che la posizione dei piedi non è la migliore, egli potrebbe sostituire entrambi i piedi contemporaneamente, senza interrompere la sua corsa che è già in atto. Questo viene eseguito facendo sì che il conduttore faccia in modo di andare ad una velocità normale e che la superficie del terreno sia abbastanza stabile per guidare, e quindi salti con entrambi i piedi ad una quota minimale che permette entrambe le scarpe di separare i loro battistrada dal prese della tavola. Il conduttore può continuare a saltellare sulla tavola fino a quando non trova la posizione dei piedi desiderabile. Saltellare qua e là può anche più facilmente produrre risultati migliori rispetto a scendere la tavola e rieseguire la partenza. Un metodo molto più difficile per la sostituzione dei piedi durante la marcia è quando il conduttore tenta di correggere un piede solo alla volta, aumentando il rischio di spostare il suo peso troppo in avanti o indietro e quindi di cadere a terra.

## Guida
Al fine di curvare correttamente su una di queste tavole, il piede anteriore deve appoggiarsi in curva, mentre il piede posteriore si sporge dalla curva. Con appoggiato il piede anteriore e fuori quello posteriore, la ruota anteriore, che avrà il lato frontale rivolto verso l'interno, è costretta a formare un arco con la ruota posteriore, che avrà il lato frontale rivolto verso l'esterno. Quest arco, permette di girare molto forte, ma può essere esercitato per fare anche curve larghe. Durante il tentativo di portare la tavola ad una velocità superiore o di volergli far fare un arco troppo stretto, il conduttore deve appoggiare il suo centro di gravità all'interno della curva per evitare di cadere dalla tavola. È possibile muovere la tavola facendo tessere movimenti che sono tipicamente più piccoli di quelli di una traiettoria relativamente dritte.
Il modo sbagliato per utilizzare la tavola è quello di appoggiare entrambe le piattaforme in direzione della svolta, ciò farà sì che la tavola si allontani dalla direzione desiderata verso una direzione parallela.

## Sicurezza
Polsiere, gomitiere, casco, ginocchiere, guanti e parastinchi sono sempre raccomandati quando si utilizza una tavola waveboard. Cadere a terra è comune per i conduttori inesperti.